# Tatort: Großer schwarzer Vogel
Großer schwarzer Vogel ist ein Fernsehfilm aus der Fernseh-Kriminalreihe Tatort der ARD und des ORF. Es ist der 30. und zugleich letzte gemeinsame Fall des Berliner Ermittlerduos Ritter und Stark. Der RBB-Fernsehfilm unter der Regie von Alexander Dierbach wurde am 9. Februar 2014 in Das Erste erstmals gesendet.

## Handlung
Ein Attentäter platziert eine Briefbombe vor der Haustür des Radiomoderators Nico Lohmann. Doch nicht dieser wird das Opfer, sondern ein im Treppenhaus spielender Junge. Die Kriminalhauptkommissare Till Ritter und Felix Stark versuchen zu klären, ob der Anschlag mit vergangenen Bombenanschlägen zu tun hat. Doch den Staatsschutz interessiert dieser Fall nicht, da objektiv kein terroristischer Grund dahinter steckt. Zunächst recherchieren die Ermittler unter den Anrufern der Radiosendung „Nicos Nacht“. Dort stoßen sie auf Heiner Piwek. Lohmann hatte dessen Frau angeraten, ihn zu verlassen, da er sehr gewalttätig ist. Bei dem Versuch, ihn zu befragen, flüchtet dieser, was ihn in den Focus der Ermittlungen rückt.
Im Zuge der Recherchen finden Ritter und Stark Auffälligkeiten in Lohmanns Lebenslauf. Er hatte vor fünf Jahren einen schweren Autounfall, wodurch er seine Sportlerkarriere als Leistungsschwimmer beenden musste. Bei dem Unfall starb eine Frau mit ihrer kleinen Tochter. Der Ehemann, Ulrich Kastner, ist nach wie vor davon überzeugt, dass seine Frau den Unfall nicht verschuldet hat. Seiner Meinung nach war Lohmann der Verursacher und nun habe „noch ein Mensch wegen ihm sterben müssen“. Ritter und Stark sprechen mit Henriette Jahn, die damals als erste am Unfallort eintraf. Sie war zu der Zeit Lohmanns Freundin, hatte sich aber kurz nach dem Unfall von ihm getrennt. Ebenso sprechen sie mit dem Polizeibeamten, der den Fall bearbeitete. Er bestätigt, dass der Unfall nie richtig aufgeklärt wurde. Die Ermittler haben zunehmend den Eindruck, dass Nico Lohmann den Schicksalsschlag als eine Art Befreiung vom Leistungsdruck seines Sportlerdaseins empfinden musste. Er wurde von seinem Vater, Hans Lohmann, sehr hart trainiert, und Erfolge stellten sich immer schwerer ein. Ganz offensichtlich hatte er damals auch eine depressive Krise, sodass er möglicherweise unter dem Einfluss entsprechender Drogen stand. Somit ist es durchaus denkbar, dass er selber den Unfall herbeigeführt hatte.
Lohmanns Freundin Anne Krobe, die gerade ein Kind erwartet, will nicht länger in der Wohnung bleiben, solange der Täter nicht gefasst ist. Sie zieht zu Nicos Vater, der angeboten hatte, die beiden bei sich wohnen zu lassen. Trotzdem fühlt sie sich nicht sicher und meint, jemanden gesehen zu haben, der ums Haus geschlichen ist. Noch am gleichen Abend muss Petra Piwek die Polizei rufen, da ihr Mann sie aufgesucht und geschlagen hat. Kurz darauf gelingt es, ihn festzunehmen. Er leugnet jedoch, irgendetwas mit dem Anschlag zu tun zu haben. Er habe Lohmann zwar aufgelauert, um ihm eine Abreibung zu verpassen, aber da wäre auch ein auffälliger Lieferwagen gewesen. So konzentrieren sich die Ermittler auf Ulrich Kastner, der einen Gemüsehandel betreibt und inzwischen Lohmann in seine Gewalt gebracht hat. Er fährt mit ihm in seinem Lieferwagen mit hoher Geschwindigkeit die Landstraße entlang und fordert Rechenschaft, warum er seine Familie zerstört hat. Unvermittelt hält er an und gibt sein Vorhaben auf, weil er es am Ende doch nicht fertigbringt, sich zusammen mit Lohmann umzubringen.

## Hintergrund
Großer schwarzer Vogel wurde von der Filmproduktionsfirma Ziegler Film im Auftrag des Rundfunks Berlin-Brandenburg hergestellt. Die Dreharbeiten erfolgten in den Berliner Stadtteilen Kreuzberg, Moabit, Charlottenburg, Zehlendorf sowie in Potsdam-Sacrow.
Mit dieser Episode scheidet Dominic Raacke aus der Reihe aus. Boris Aljinovic führt zunächst als Kriminalhauptkommissar Stark die Ermittlungen allein weiter.

## Rezeption

### Einschaltquoten
9,99 Millionen Zuschauer sahen die Folge Großer schwarzer Vogel in Deutschland bei ihrer Erstausstrahlung am 9. Februar 2014, was einem Marktanteil von 26,7 Prozent entsprach.

### Kritik
Rainer Tittelbach von tittelbach.tv wertet diesen Tatort als würdigen, poetischer Abschluss und meint: „Auch wenn die Handlung retrospektiv ein paar Lücken aufweist, so besitzt doch dieser RBB-‚Tatort‘ eine große Geschlossenheit – durch die stimmungsvolle Inszenierung, den klaren, unaufdringlichen Bildstil und das überzeugende Spiel des gesamten Ensembles. […] ‚Großer schwarzer Vogel‘ meistert den Spagat zwischen Krimi und Psychodrama. […] Es ist ein leiser, anspruchsvoller Ausstand für die beiden Berliner Buddies, ein Film, der sich in jeder Hinsicht sehen lassen kann.“
Bei der Frankfurter Allgemeinen kritisiert Michael Hanfeld recht hart und meint, dieser Tatort sei „trostlos in seinen Bildern, in den Dialogen, in der Handlung […]. Mit Sätzen wie ‚Du verstehst mich nicht, oder? Ich verstehe mich ja selber nicht‘, ausgesprochen von einem Anrufer in Lohmanns Hotline, beginnt das Ganze und geht so leider auch weiter. Und obendrüber fliegen die Krähen, am Haus am See, in dem Lohmann aufwuchs, am Ort des tödlichen Unfalls, eigentlich überall. Ein Menetekel. So oft im Bild, damit es auch jeder kapiert.“
Holger Gertz (Sueddeutsche.de) urteilt: „Man muss nicht jede Figur so wuchtig verabschieden wie die Kölner neulich ihre beste Kraft Franziska. Doch die Kommissare Ritter und Stark erledigen ihren letzten Tatort sehr leidenschaftslos. Kein gutes Zeichen, wenn am Ende die Musik das Beste ist.“
Die Kritiker der Fernsehzeitschrift TV Spielfilm finden, der Tatort „zieht ruhige Bahnen, aber kommt ans Ziel.“